# Terebellida
Terebellida zijn een orde van borstelwormen uit de onderklasse van de Canalipalpata.

## Onderordes
- Cirratuliformia
- Terebelliformia